# Houéyogbé
Houéyogbé è una città situata nel dipartimento di Mono nello Stato del Benin con 83 381 abitanti (stima 2006).